# 송성철
송성철(宋性徹, 1913년~?)은 한국의 독립운동가이다.

## 생애
1923년부터 제주도와 오사카와의 직통 정기 항로가 열리면서 일본 내의 조선노동조합총동맹 등의 조직의 핵심 인물로 활동했다.

## 참고 자료
- 「アジア人物史 11」 集英社 2023